# 赵畇
趙畇（1808年—1877年），字芸譜，號岵存，晚號遂園、遂翁，安徽太湖人，清朝官员。

## 生平
父亲趙文楷去世五個月後，趙畇才出生，由母親王氏養成。早年師從余尔康。道光二十一年（1841年）進士，选翰林院庶吉士，编写《漕运史》，特旨上书房行走，教授皇子读书。
咸豐三年（1853年），太平军席卷东南，占领南京，工部侍郎吕贤基奏請與趙畇、给事中袁甲三和李鸿章創辦团练，制定《团练章程》六条。咸丰六年（1856年）出任广东惠潮嘉道。
同治元年（1862年）其母病逝长沙，与赵文楷合葬于仙人打坐山。借居安慶李蕴章家中。同治三年（1864年）辞官歸里，主讲於安庆敬敷书院，奖掖后进。同治四年（1865年）妻子韦氏、长媳、次媳相继去世。光绪三年（1877年）病逝于安庆。赵畇墓在今太湖县北中镇宝坪村筏形组。2012年6月，列为安徽省文物保护单位。

## 著作
著《遂园诗抄》十卷、《遂园诗律诗抄》四卷、《重修潘刘堤碑》一卷，編有《遂翁自訂年譜》。

## 家族
父趙文楷，母親王氏。为趙文楷第四子。
長子赵继元。次女趙继莲，同治二年（1863年）嫁李鸿章。外孫李經述、外孫女李經璹（小字菊耦）。李經璹嫁張佩綸，即張愛玲之父母。外曾孫張子靜、外曾孫女張愛玲。